# Calle Eusebio Estada
La Calle Eusebio Estada es una calle situada en la ciudad de Palma de Mallorca, capital de las Islas Baleares, en España.

## Descripción

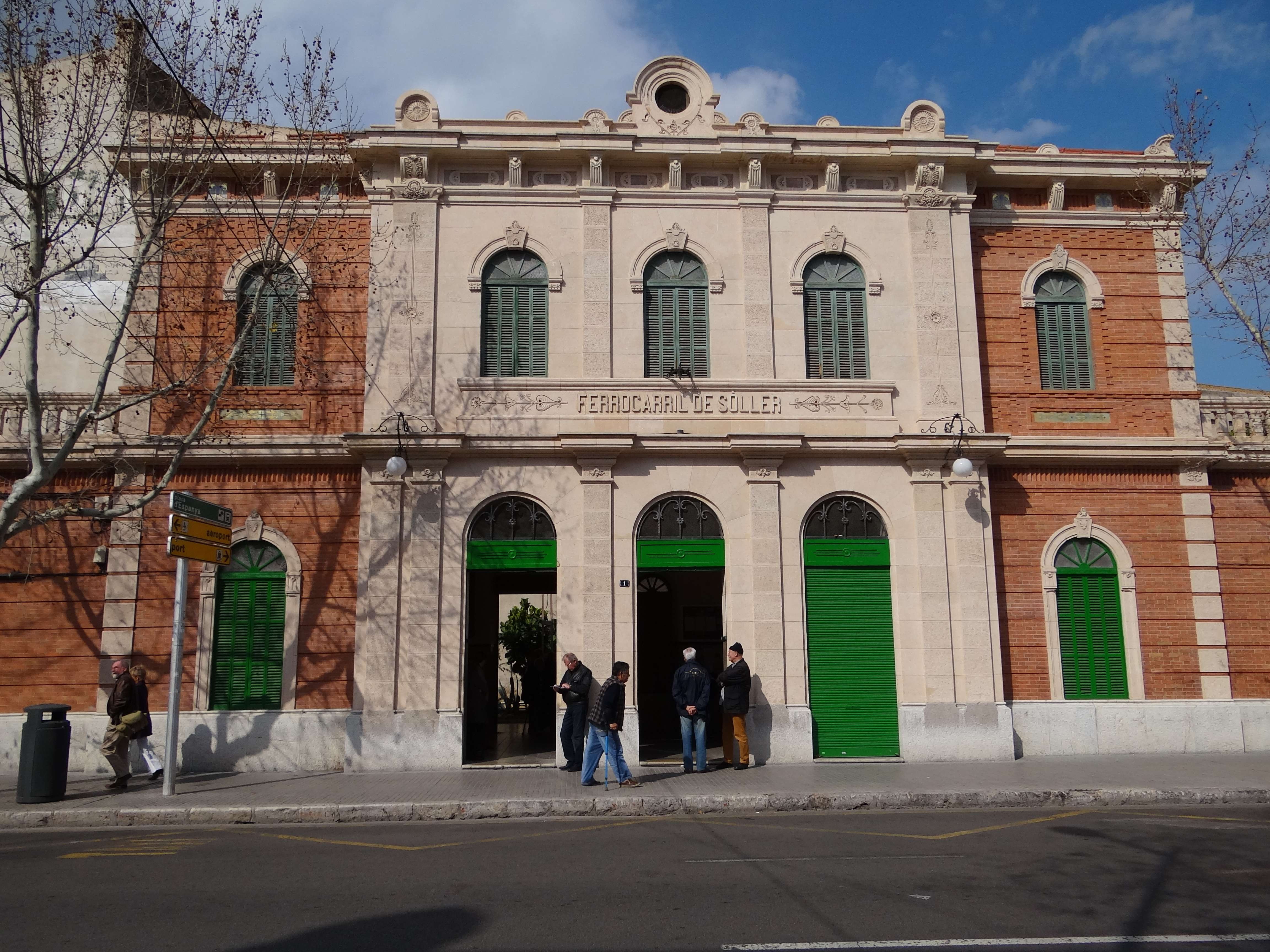
Estación del ferrocarril de Sóller.

Lleva el nombre del ingeniero Eusebio Estada, quién promovió la construcción de ferrocarriles en la isla de Mallorca a finales del siglo XIX. La calle está situada en el Distrito Norte de la ciudad y atraviesa los barrios de Archiduque, Plaza de Toros y Son Oliva. Se extiende desde la Avenida de Joan March hasta el polígono de Son Castelló, donde se inicia la Carretera vieja de Buñola. Tiene una longitud total de 1600 metros.
En el número uno de la misma, se encuentra la estación del ferrocarril de Sóller, que une la ciudad con la principal población de Tramuntana. La vía de dicho tren discurre por el centro de la calle hasta llegar al cruce con la calle Concordia, donde se desvía en dirección norte.

## Transporte y comunicaciones
En autobús queda conectado mediante las siguientes líneas de la EMT: 
| Línea | Trayecto                        | Recorrido | Frecuencia |
| ----- | ------------------------------- | --------- | ---------- |
| 10    | Sindicato - Son Cladera         | Recorrido | 12 minutos |
| 14    | Eusebio Estada - Son Ferriol    | Recorrido | 20 minutos |
| 23    | Plaza España - El Arenal        | Recorrido | 25 minutos |
| 30    | Plaza España - San Juan de Dios | Recorrido | 15 minutos |